# آیومو سکو
آیومو سکو (انگلیسی: Ayumu Seko؛ زادهٔ ۷ ژوئن ۲۰۰۰) بازیکن فوتبال اهل ژاپن است.
از باشگاه‌هایی که در آن بازی کرده‌است می‌توان به باشگاه فوتبال سرزو اوساکا اشاره کرد.